# 茲多布尼采河
50°06′13″N 16°16′30″E / 50.10352°N 16.27505°E

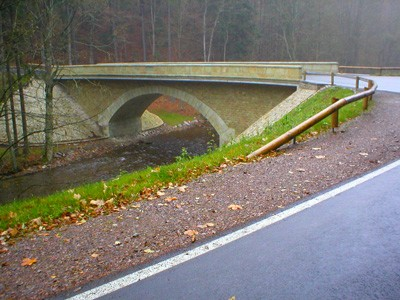

茲多布尼采河是捷克的河流，河道全長34公里，流域面積125平方公里，最終注入迪沃卡奧爾利采河，河口處在科內日諾河畔里赫諾夫。